# Илису
Илису (азерб. İlisu, цахур. İlisu) — селение в Гахском районе Азербайджана. Являлось центром Илисуйского султаната, позднее входило в состав Закатальского округа. Село основали цахуры. 
Население села Илису азербайджаноязычно.   

## Топонимика
Этимология данного топонима становилась объектом внимания исследователей ещё с XIX века. Так, Вейденбаум, автор известного путеводителя по Кавказу, переводит название Или-су с тюркского (татар) как «пятьдесят вод» – Элли-су.
Вероятнее всего, наличие вблизи села Илису горячего минерального источника, вернее, множества тёплых (сероводородных, имеющих резкий запах сероводорода)и холодных родников и ключей, которые свидетельствуют о происхождении названия местности Ийли— «пахнущий», су—«река», «вода».
Д.Е. Зубаревым было дано несколько иное толкование: "Называние Илисуй, Елисуй или правильнее Улу-су, произошло от Улу-су, что значит: "древняя вода".. В Илису и поныне сохранился ряд топонимов с составной частью "Улу": Улу-корпю (древний мост), Улу-баш (самая высокая вершина на территории  города Кахи, Улу Мечеть и другие.

## История
Стоит отметить наличие в 5-6 км от Елису, ниже по течению реки Курмух – на левом её берегу, остатков крепости Курмух. Вполне возможно, в прошлом здесь располагалось одно из крупных поселений Курмухского ущелья.
Бассейн Курмух-чая, левого притока Алазани, где находилось селение Илису, некогда принадлежал Грузии и составлял особое эриставство (феодальное владение) Тсукет. В начале XVII века, после погрома Кахетинского царства Шах-Аббасом, в бассейне этой реки возник султанат, названный Елисуйским, по имени главного селения Елису. В XVII век Илисуйский султанат и шесть Джаро-Белоканских джамаатов были объединены в конфедерацию, население которой состояло из цахуров, аварцев, мугалов, и ингилойцев. Этот союз занимал территорию по нижнему течению реки Алазани, ограниченную с запада Кахетией, с юга — частично Ширакской степью, с востока — Шекинским ханством. В состав этой территории входили также земли, лежащие на северных склонах Главного Кавказского хребта (верховья Самура). Илису и джаро-белоканские джамааты успешно сопротивлялись попыткам кахетинских царей вернуть контроль над бассейном Курмух-чая, а 5 мая 1723 года даже захватили Тифлис, получив с этого города дань в размере 60 000 тюменов. В середине XVIII века Илисуйский султанат достиг такого влияния, что Османская империя присвоила султану Илису Али Султан беку важный для того времени титул паши «Ики санджаглы».
В начале XIX века Российская империя начинает завоевание Закавказья. Илисуйский султанат был присоединён к России в 1807 году русскими войсками под командованием генерала В. С. Гулякова. В 1830 году, после семи походов русских войск, Джаро-Белоканские джамааты были ликвидированы, а вместо них был создан одноимённый округ, часть которого стал и Илису. В отличие от своих соседей, илисуйские султаны активно сотрудничали с русскими властями на Кавказе, в частности неоднократно оказывая им военную помощь. За это имперская администрация помогла последнему султану Даниял-беку подчинить своей власти долину верхнего Самура с главным селением Цахур. Впоследствии отношения елисуйского правителя с русской администрацией ухудшились.

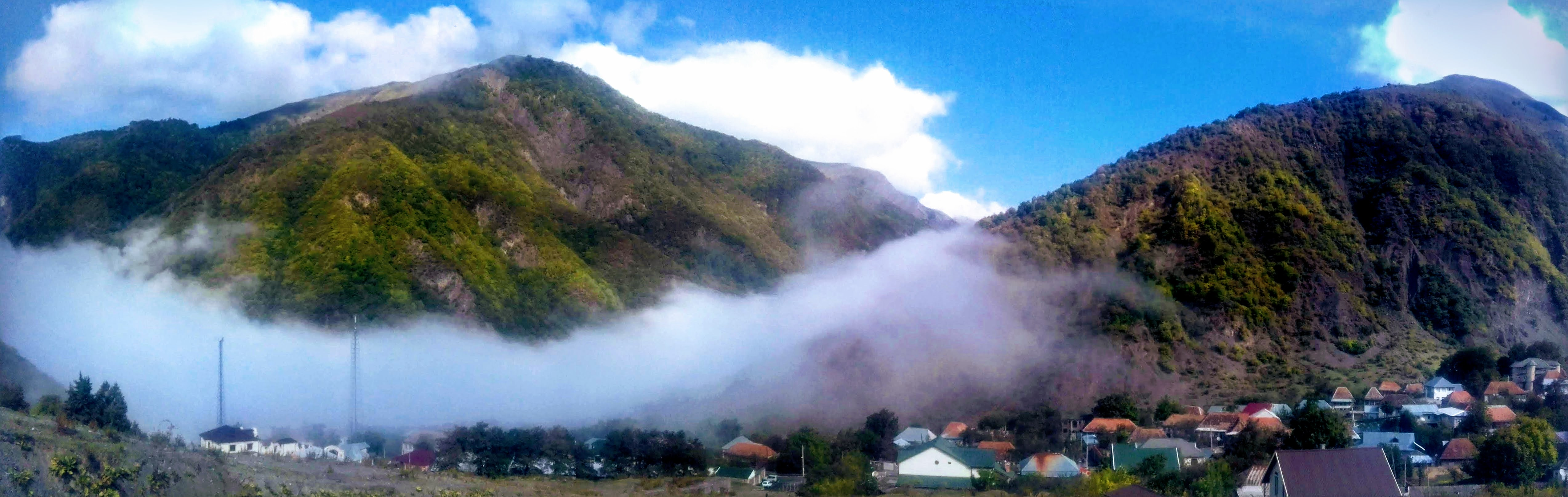
Село Илису и окружающий ландшафт

16 июня 1844 года Даниял-бек в главной мечети Илису поклялся на Коране сражаться с Российской империей. Через 4 дня Джаробелоканский военно-окружной начальник генерал-майор Г. Е. Шварц со своим отрядом вступил в пределы султаната. 25 июня русские под Агатаем разбили трёхтысячное войско Даниял-бека, а 3 июля с боем заняли и сам аул Илису. Султану удалось бежать в горы. Илису был разрушен, не тронули при этом только городскую мечеть. 8 августа в ауле Нах русские учредили свою администрацию, сам султанат был официально включён в состав области Чарталах. В январе 1847 года жители Илису обратились к Шамилю за помощью в борьбе с русскими, пообещав поднять восстание, как только войска имама спустятся с гор. 16 мая горское войско под командованием Даниял-бека вступило в пределы Илису. Милиция частью перешла на сторону султана, частью разбежалась. Наступление на Илису носило отвлекающий характер. Когда стало ясно, что поход Даниял-бека не мешает русским воевать в Дагестане, Шамиль потерял к нему интерес и отозвал султана. 9 июня Даниял-бек увёл свои войска за Кавказский хребет.
В районе Илису находятся Илисуйские соляно-щелочные минеральные воды. Температура воды 38-42° по Цельсию.

## Население
По данным Энциклопедического словаря Брокгауза и Ефрона, издававшегося в конце XIX — начале XX веков, в Елису проживало 2840 цахур, именуемых тогда, как и большинство горских народов, лезгинами.
По данным Кавказского календаря за 1912 год в селении Илису проживали цахуры числом 2 329 человек.
Согласно Э. Летифовой, занимавшейся полевыми исследованиями в селе в 1990-х годах, часть родов Илису имели тюркское происхождение, а часть цахурское. При этом всё население говорило по азербайджански.

## Язык
В прошлом жители Илису говорили на цахурском языке, однако во второй половине XIX века все жители говорили уже по-азербайджански.

## Связь с культурой

### В кино
В Илису проходили съёмки фильма Юлия Гусмана «Не бойся, я с тобой» и его продолжения «Не бойся, я с тобой! 1919».

### Достопримечательности
- Мост Улу — мост XVIII века.
- Джума-мечеть — мечеть XVIII века.
- Сумугская крепость — оборонительная башня XVII в.
- Шамильгала (Галача) — башня XIX в.
- Джинли-кала — средневековая крепость с башнями VII—IX вв. или XVIII векf.

## Известные уроженцы
- Кямал Али — азербайджанский журналист, участник Карабахской войны
- Сияра Молла - заде -Доктор филологических наук, профессоp.

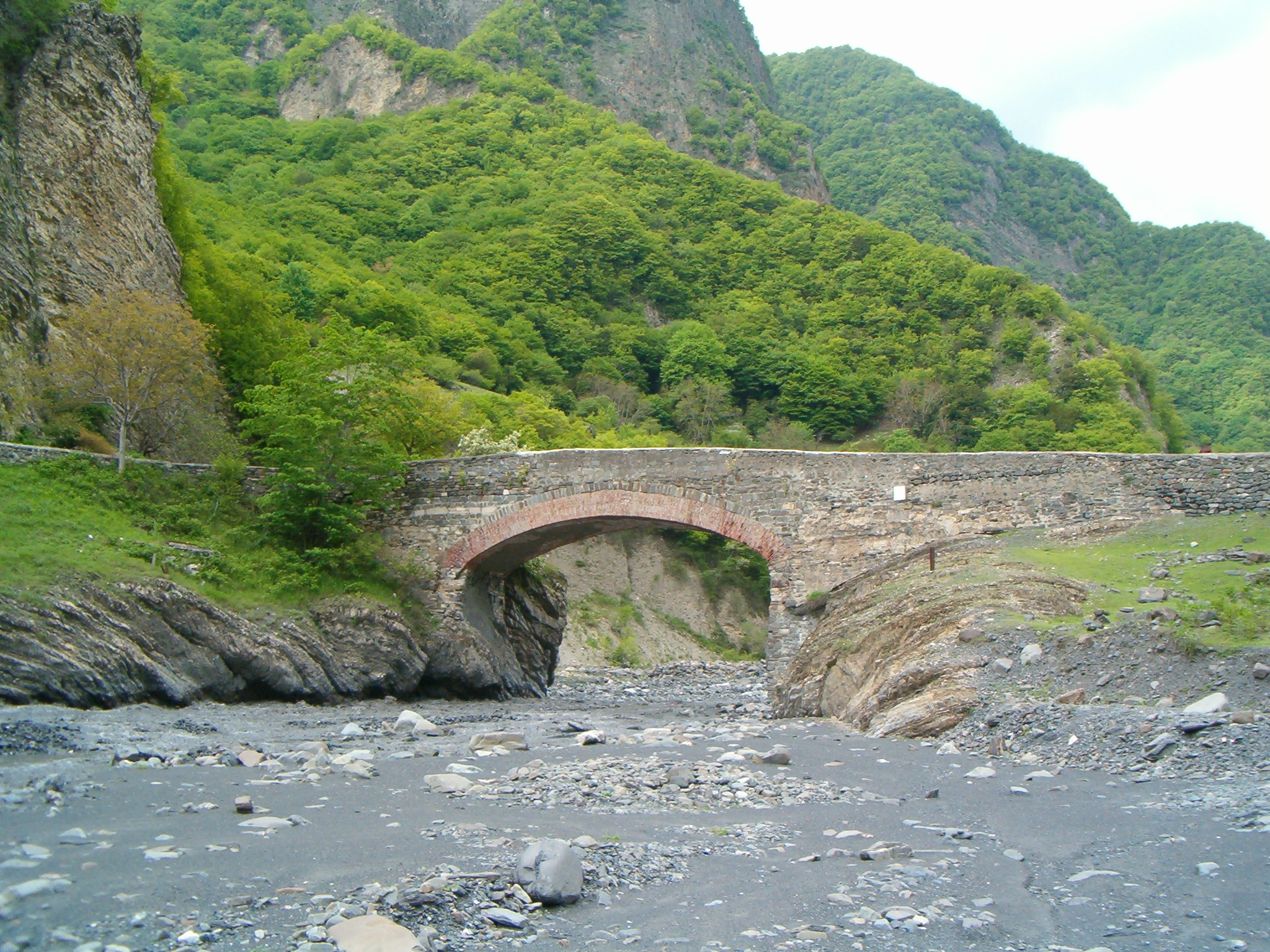
Мост Улу XVIII века к западу от Илису
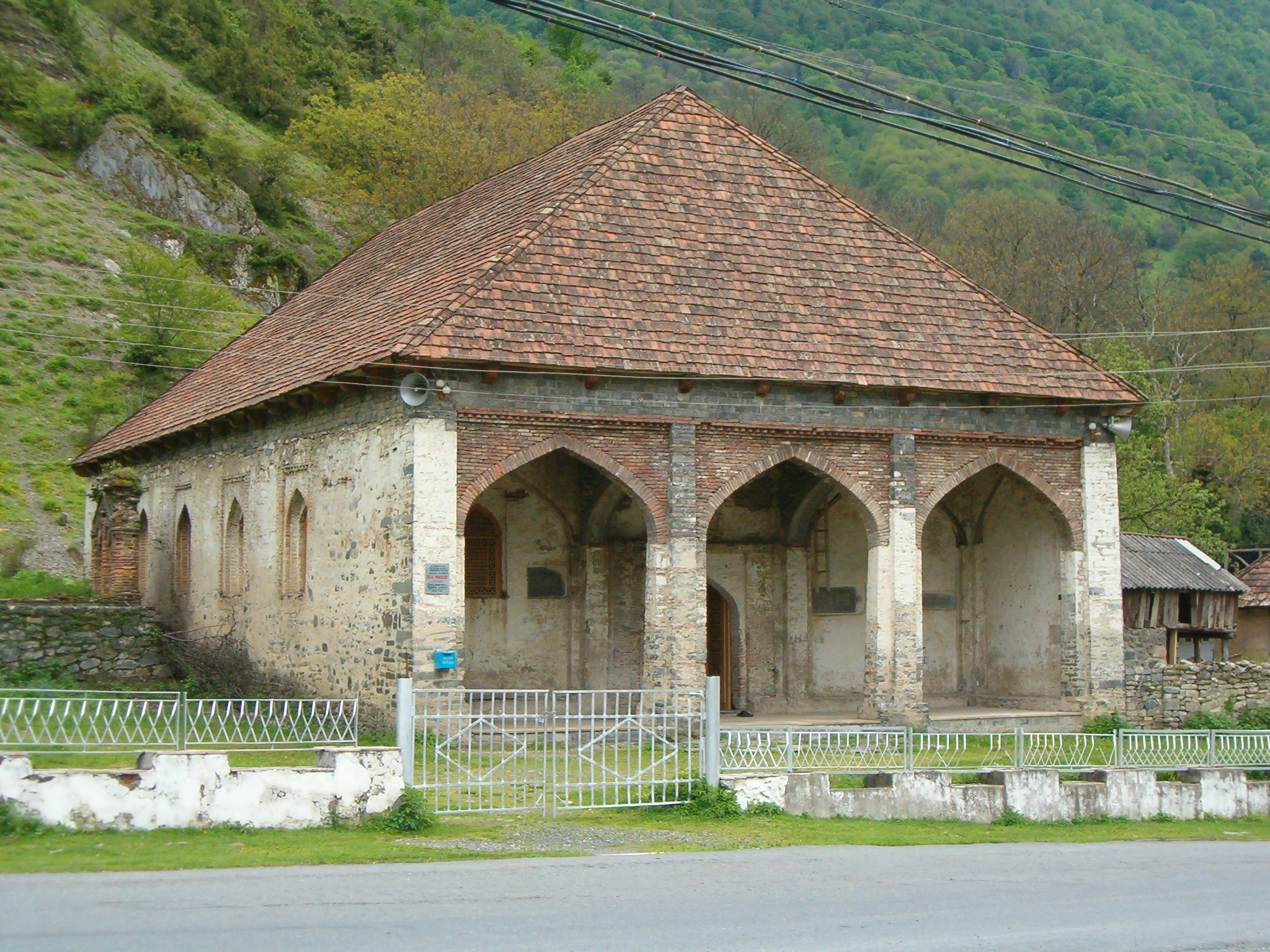
Джума мечеть в центре Илису
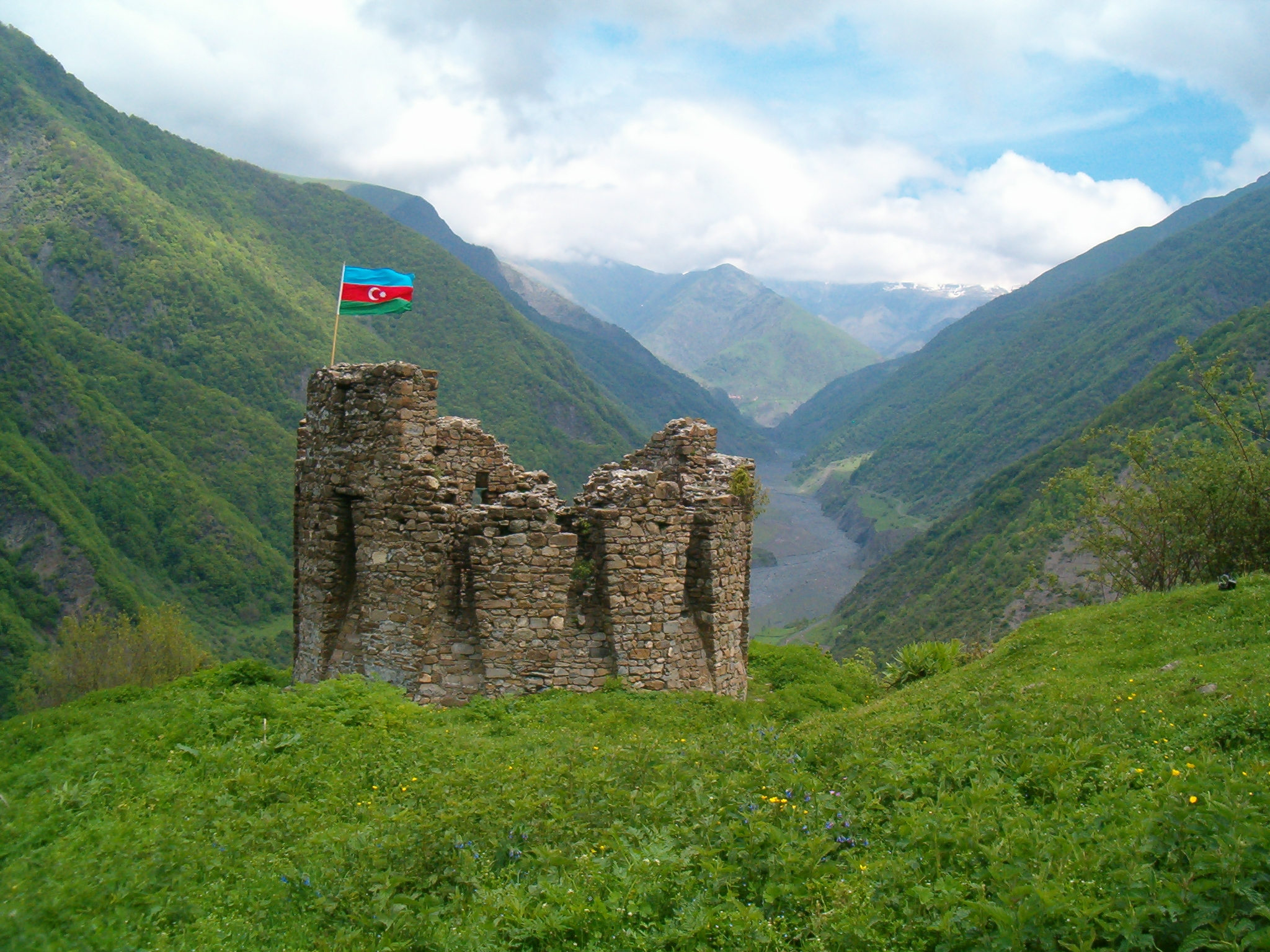
Галача (Шамильгала)
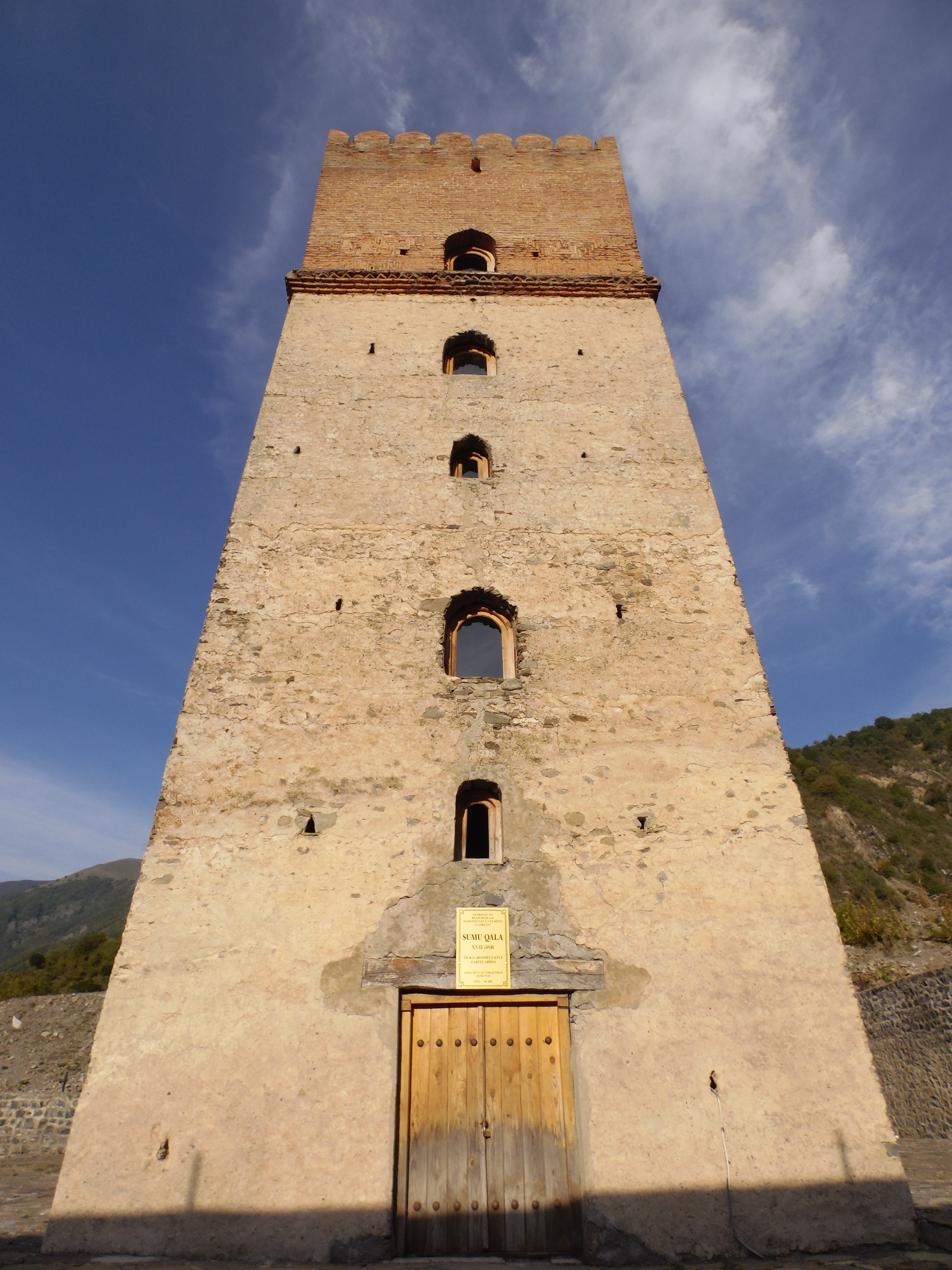
Сумуг Гала
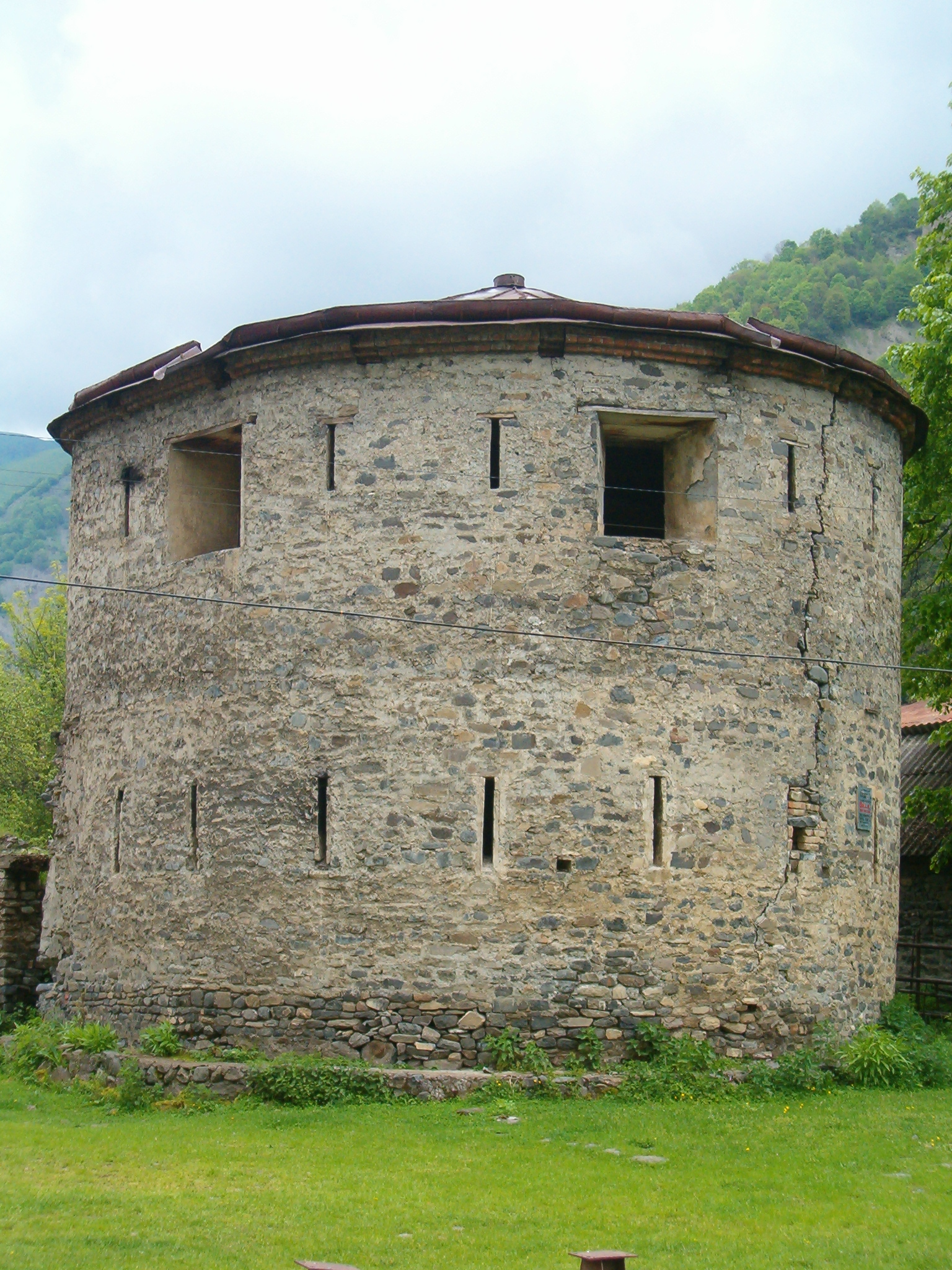
Русская башня XIX века в квартале Галамахялля
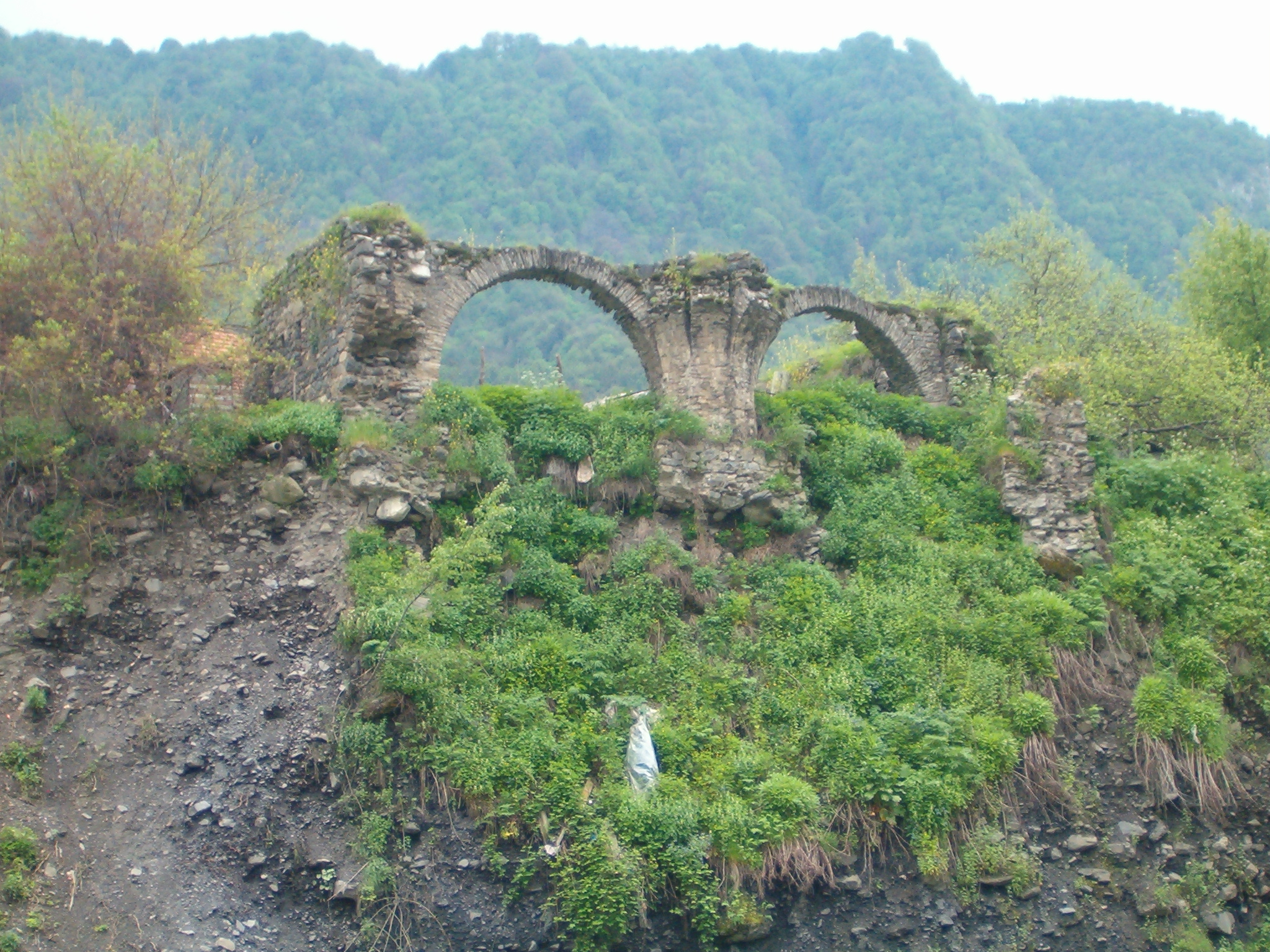
Развалины крепости XIX века
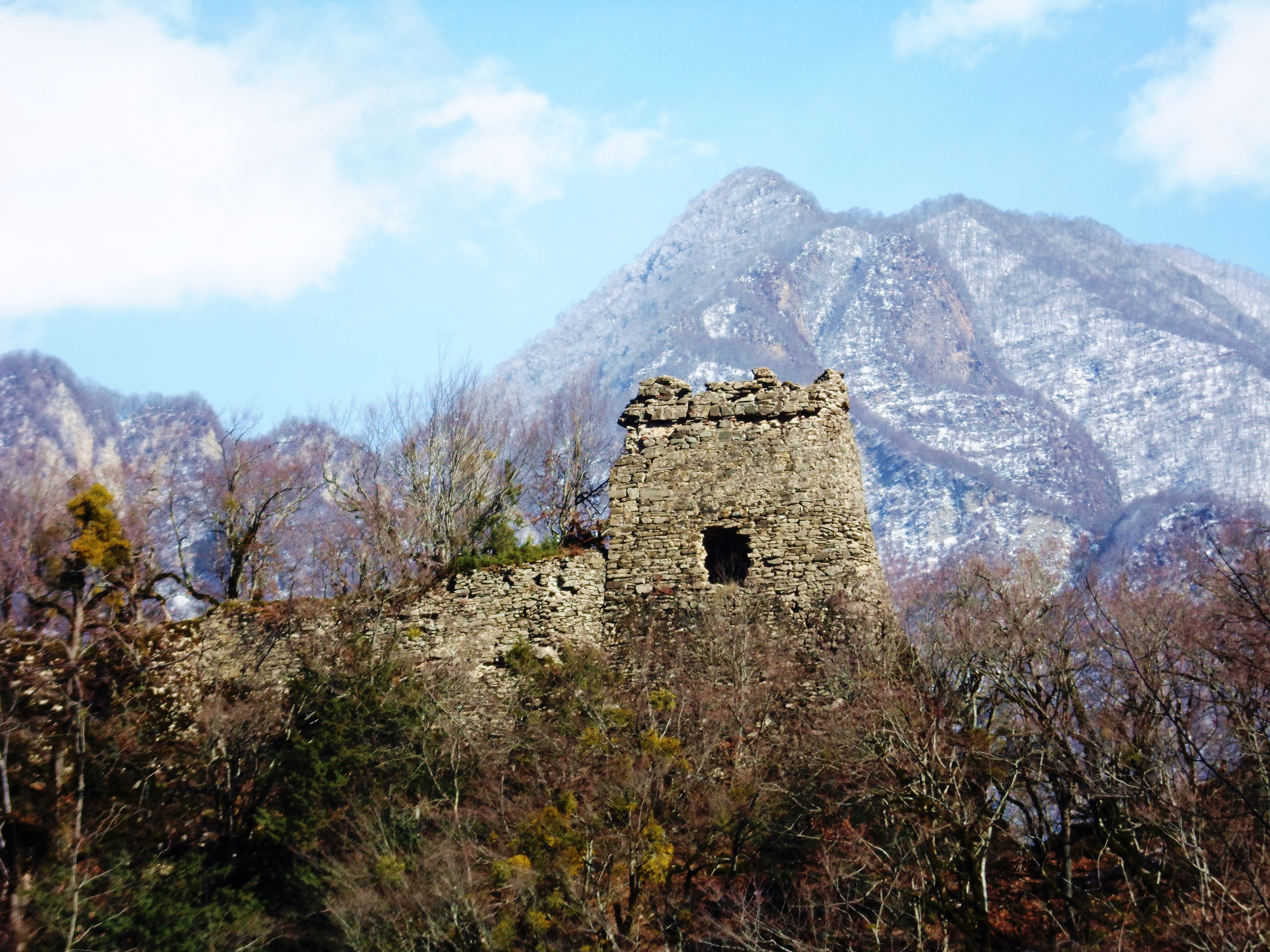
Главная башня крепости Джинли-кала в 5 км от Илису
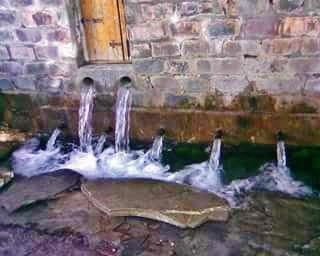
Родник Бешбулак XIX века